# Jędrychowo (Grunwald)
Jędrychowo (deutsch Heinrichau) ist ein Ort in der polnischen Woiwodschaft Ermland-Masuren und gehört zur Gmina Grunwald (Landgemeinde Grünfelde) im Powiat Ostródzki (Kreis Osterode in Ostpreußen).

## Geographische Lage
Jędrychowo liegt im südlichen Westen der Woiwodschaft Ermland-Masuren, 17 Kilometer südlich der Kreisstadt Ostróda (deutsch Osterode in Ostpreußen).

## Geschichte
1828 wurde Heinrichau als Dorf mit ein paar kleinen Gehöften gegründet. Die Landgemeinde Heinrichau wurde 1874 in den neu errichteten Amtsbezirk Döhlau (polnisch Dylewo) im Kreis Osterode in Ostpreußen aufgenommen. 1910 belief sich die Zahl der Einwohner Heinrichaus auf 45.
Am 30. September 1928 wurde der benachbarte Gutsbezirk Döhlau (Dylewo) in die Landgemeinde Heinrichau eingegliedert, gleichzeitig die Landgemeinde Heinrichau in „Landgemeinde Döhlau“ umbenannt.
1945 wurde in Kriegsfolge das gesamte südliche Ostpreußen und mit ihm auch der Ortsteil Heinrichau mit der Landgemeinde Döhlau an Polen überstellt. Der Ort Heinrichau erhielt die polnische Namensform „Jędrychowo“ und ist heute eine Ortschaft im Verbund der Gmina Grunwald (Landgemeinde Grünfelde) mit dem Amtssitz Gierzwałd (Geierswalde), bis 1998 der Woiwodschaft Olsztyn, seither der Woiwodschaft Ermland-Masuren mit Amtssitz Olsztyn (Allenstein) zugehörig.

## Kirche
Bis 1945 war Heinrichau in die evangelische Kirche Döhlau (polnisch Dylewo) in der Kirchenprovinz Ostpreußen der Kirche der Altpreußischen Union, außerdem in die römisch-katholische Kirche der Stadt Gilgenburg (polnisch Dąbrówno) im Bistum Ermland eingepfarrt.
Heute gehört Jędrychowo zur evangelischen Kirche Ostróda in der Diözese Masuren der Evangelisch-Augsburgischen Kirche in Polen, sowie zur römisch-katholischen Kirche Dylewo, einer Filialkirche der Pfarrei Szczepankowo (Steffenswalde) im jetzigen Erzbistum Ermland.

## Verkehr
Jędrychowo liegt an einer Nebenstraße, die von der Stadt Ostróda bis nach Tułodziad (Taulensee) führt. Eine Bahnanbindung besteht nicht.